# Regierung de Broqueville I

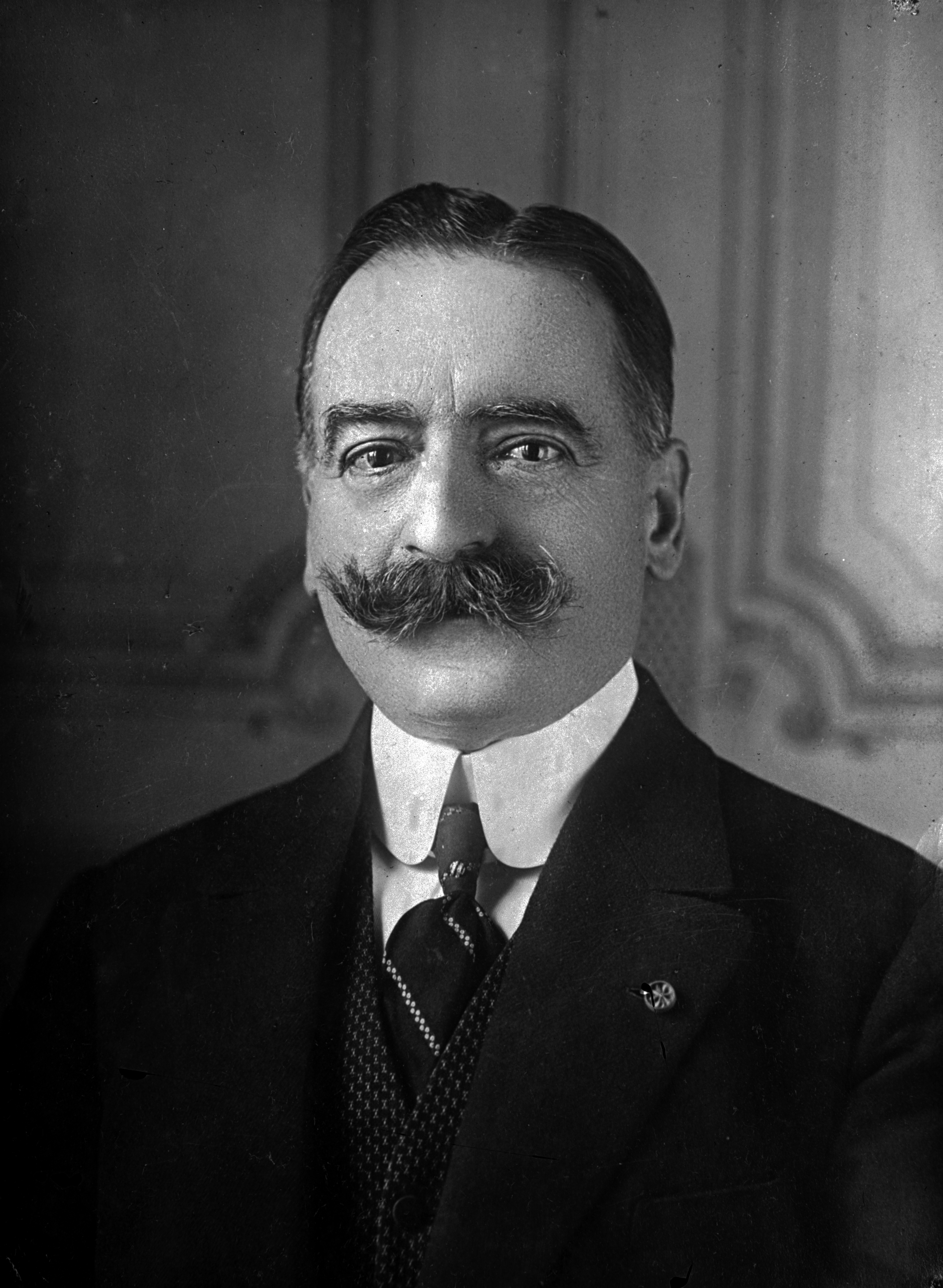
Premierminister Charles de Broqueville.

Die Regierung de Broqueville I war die Regierung im Königreich Belgien vom 17. Juni 1911 bis zum 18. Januar 1916 unter Premierminister Charles de Broqueville. Das Kabinett löste die Regierung Schollaert ab und bestand aus Ministern der Katholischen Partei sowie Parteilosen. Am 18. Januar 1916 wurde das Kabinett während des Ersten Weltkrieges von der Regierung de Broqueville II abgelöst.
1913 führte das Kabinett angesichts der zunehmenden Spannungen in Europa die allgemeine Wehrpflicht ein. In den Morgenstunden des 4. August 1914 marschierten Truppen des Heeres des Deutschen Kaiserreiches in Belgien ein und rückten auf Lüttich vor. Der unter Verletzung der belgischen Neutralität vollzogene Einmarsch markierte den Beginn der deutschen Westoffensive. Um 14 Uhr überreichte der britische Botschafter ein Ultimatum des Vereinigten Königreichs, in dem das Deutsche Kaiserreich aufgefordert wurde, eine verbindliche Zusicherung über die Respektierung der belgischen Neutralität zu geben. Nachdem der deutsche Reichskanzler Theobald von Bethmann Hollweg bis Mitternacht die gewünschte Zusicherung nicht gab, erklärte der britische Botschafter, dass sich Großbritannien nun mit dem Deutschen reich im Kriegszustand befände. Die deutschen Truppen hatten bis zum Herbst 1914 fast ganz Belgien erobert und anschließend unter Militärverwaltung gestellt. Daraufhin nahm die Regierung am 4. August 1914 ihren Sitz im französischen Le Havre, während das von König Albert I. befehligte Heer im November 1914 vom äußersten Westen aus entlang der Linie von Yser gemeinsam mit Truppen der britischen Expeditionsstreitkräfte BEF (British Expeditionary Force) die deutschen Verbände bekämpfte.

## Mitglieder des Kabinetts
Dem Kabinett gehörten folgende Personen an:
| Amt                                                               | Amtsinhaber                                                                                                  | Partei                                                        | Beginn der Amtszeit                                            | Ende der Amtszeit                                                |
| ----------------------------------------------------------------- | --- | ------------------------------------------------------------- | -------------------------------------------------------------- | ---------------------------------------------------------------- |
| Premierminister                                                   | Charles de Broqueville                                                                                       | Katholische Partei                                            | 17. Juni 1911                                                  | 18. Januar 1916                                                  |
| Außenminister                                                     | Julien Davignon                                                                                              | Katholische Partei                                            | 17. Juni 1911                                                  | 18. Januar 1916                                                  |
| Innenminister                                                     | Paul Berryer                                                                                                 | Katholische Partei                                            | 17. Juni 1911                                                  | 18. Januar 1916                                                  |
| Minister für Kunst und Wissenschaften                             | Prosper Poullet                                                                                              | Katholische Partei                                            | 17. Juni 1911                                                  | 18. Januar 1916                                                  |
| Justizminister                                                    | Henry Carton de Wiart                                                                                        | Katholische Partei                                            | 17. Juni 1911                                                  | 18. Januar 1916                                                  |
| Finanzminister                                                    | Michel Levie Aloys van de Vijvere                                                                            | Katholische Partei                                            | 17. Juni 1911 28. Februar 1914                                 | 28. Februar 1914 18. Januar 1916                                 |
| Minister für Landwirtschaft und Minister der öffentliche Arbeiten | Aloys van de Vijvere Joris Helleputte                                                                        | Katholische Partei                                            | 17. Juni 1911 11. November 1912                                | 11. November 1912 18. Januar 1916                                |
| Minister für Industrie und Arbeit                                 | Armand Hubert                                                                                                | Katholische Partei                                            | 17. Juni 1911                                                  | 18. Januar 1916                                                  |
| Minister für Eisenbahnen, Post und Telegrafie                     | Charles de Broqueville                                                                                       | Katholische Partei                                            | 17. Juni 1911                                                  | 11. November 1912                                                |
| Eisenbahnminister                                                 | Aloys van de Vijvere                                                                                         | Katholische Partei                                            | 11. November 1912                                              | 28. Februar 1914                                                 |
| Minister für Post und Telegrafie                                  | Paul Segers                                                                                                  | Katholische Partei                                            | 11. November 1912                                              | 28. Februar 1914                                                 |
| Minister für Eisenbahnen, Post und Telegrafie                     | Paul Segers                                                                                                  | Katholische Partei                                            | 28. Februar 1914                                               | 18. Januar 1916                                                  |
| Kriegsminister                                                    | Generalleutnant Joseph Hellebaut Charles de Broqueville (kommissarisch) Victor Michel Charles de Broqueville | Parteiloser Katholische Partei Parteiloser Katholische Partei | 17. Juni 1911 23. Februar 1912 3. April 1912 11. November 1912 | 23. Februar 1912 3. April 1912 11. November 1912 18. Januar 1916 |
| Kolonialminister                                                  | Jules Renkin                                                                                                 | Katholische Partei                                            | 17. Juni 1911                                                  | 18. Januar 1916                                                  |
| Minister ohne Geschäftsbereich                                    | Eugène Beyens                                                                                                | Katholische Partei                                            | 26. Juli 1915                                                  | 18. Januar 1916                                                  |

## Hintergrundliteratur
- Der Große Ploetz. Die Enzyklopädie der Weltgeschichte, Verlag Vandenhoeck & Ruprecht, 35. Auflage, 2008, ISBN 978-3-525-32008-2
- Das 20. Jahrhundert. Ein illustrierter Rückblick auf 100 Jahre Weltgeschehen, H+L Verlagsgesellschaft, 1999